# Afeganistão nos Jogos Olímpicos de Verão de 2008
O Afeganistão competiu nos Jogos Olímpicos de Verão de 2008, em Pequim, na China. O país estreou nos Jogos em 1936 e esta foi sua 12ª participação.

## Medalhas
| Atleta          | Esporte   | Evento              | Medalha |
| --------------- | --------- | ------------------- | ------- |
| Rohullah Nikpai | Taekwondo | Até 58 kg masculino | Bronze  |

## Desempenho

### Atletismo
| Atleta          | Evento          | 1ª fase | 1ª fase | 2ª fase     | 2ª fase     | Semifinal   | Semifinal   | Final       | Final       |
| Atleta          | Evento          | Res.    | Pos.    | Res.        | Pos.        | Res.        | Pos.        | Res.        | Pos.        |
| --------------- | --------------- | ------- | ------- | ----------- | ----------- | ----------- | ----------- | ----------- | ----------- |
| Massoud Azizi   | 100 m masculino | 11s45   | 76º     | Não avançou | Não avançou | Não avançou | Não avançou | Não avançou | Não avançou |
| Robina Muqimyar | 100 m feminino  | 14s80   | 85º     | Não avançou | Não avançou | Não avançou | Não avançou | Não avançou | Não avançou |

### Taekwondo
| Atleta             | Evento           | Oitavas-de-final       | Quartas-de-final       | Semifinal              | Repescagem             | Final                  | Pos.              |
| Atleta             | Evento           | Adversário e resultado | Adversário e resultado | Adversário e resultado | Adversário e resultado | Adversário e resultado | Pos.              |
| ------------------ | ---------------- | ---------------------- | ---------------------- | ---------------------- | ---------------------- | ---------------------- | ----------------- |
| Nesar Ahmad Bahave | −68 kg masculino | USA M. Lopez D 3-0     |                        |                        | GER D. Manz D 4-3      | Não avançou            | Não avançou       |
| Rohullah Nikpai    | −58 kg masculino | GER L. Tuncat V 4-3    | MEX G. Perez D 2-1     |                        | GBR M. Harvey V 2-1    | ESP J. A. Ramos V 4-1  | Medalha de bronze |